# التصويت بحجب الثقة عن حكومة ماريانو راخوي 2017
التصويت بحجب الثقة عن حكومة ماريانو راخوي 2017 تمت مناقشة اقتراح بحجب الثقة عن حكومة ماريانو راخوي الإسبانية وتم التصويت عليه في مجلس النواب بين 13 و14 يونيو 2017. وقد قدمه زعيم أونيداس بوديموس بابلو إغليسياس توريون نتيجة لقضية فساد تورط فيها حزب الشعب رفيع المستوى وسط اتهامات بمناورات من قبل حكومة راخوي للتأثير على النظام القضائي من أجل التستر على الفضيحة. كان هذا هو التصويت الثالث لحجب الثقة الذي يتم إجراؤه في إسبانيا منذ انتقال البلاد إلى الديمقراطية بعد محاولتين فاشلة 1980 و1987، وكذلك أول تصويت لم يتم تسجيله من قبل حزب المعارضة الرئيسي في ذلك الوقت. أعلن حزب العمال الاشتراكي الإسباني والمواطنين وحزب الباسك القومي رفضهم لأي مرشح يقترحه بوديموس، مما يعني أنه من غير المرجح أن تنجح الحركة.
تم رفض الاقتراح بعد أن حصل على دعم بوديموس وكومبروميس والجمهوري الأيسر من كاتالونيا، لما مجموعه 82 صوتًا للتأييد، أما التصويت السلبي للقرار فحصد إجمالي 170 صوتًا، وامتناع الحزب الاشتراكي والحزب الديمقراطي الأوروبي الكتالوني. في حين أن المبادرة لم تنجح فإنها ستوفر سابقة لحركة مماثلة في مايو 2018 شهدت سقوط حكومة راخوي وانتخاب بيدرو سانشيز رئيسًا لوزراء إسبانيا.

## ما بعد التصويت
كما هو متوقع تم رفض الاقتراح في 14 يونيو 2017 بعد أن حصل على دعم عدد بسيط من الأحزاب لما مجموعه 82 صوتًا مؤيدًا، مقابل 170 ضد وامتناع 97 عن التصويت. ومع ذلك فأثناء النقاش ألمح كل من بوديموس والحزب الاشتراكي إلى إمكانية التفاهم المستقبلي الذي يمكن أن يرى كلاهما يعملان في حركة مشتركة. تم تقديم هذه الدعوة من قبل إيغليسياس الذي ذكر خلال رد على المتحدث باسم حزب العمال الاشتراكي خوسيه لويس أوبالوس أن بوديموس «سيلتزم مع حزب العمال الاشتراكي الجديد بحثًا عن أغلبية بديلة»، وحث الاشتراكيين على «العمل معًا في اقتراح عدم الثقة». في نهاية المطاف سيقدم سانشيز اقتراحًا واحدًا من هذا القبيل في مايو 2018 بعد الكشف عن حكم المحكمة الذي وجد أن حزب الشعب قد استفاد من مخطط الرشاوى مقابل العقود لقضية غورتيل، وأكد وجود محاسبة وتمويل غير قانونيين. هيكل يعمل بالتوازي مع الهيكل الرسمي للحزب كان الاقتراح ناجحًا، مما أدى إلى سقوط حكومة راخوي وانتخاب بيدرو سانشيز رئيسًا جديدًا للوزراء.